# Lagercrantzen

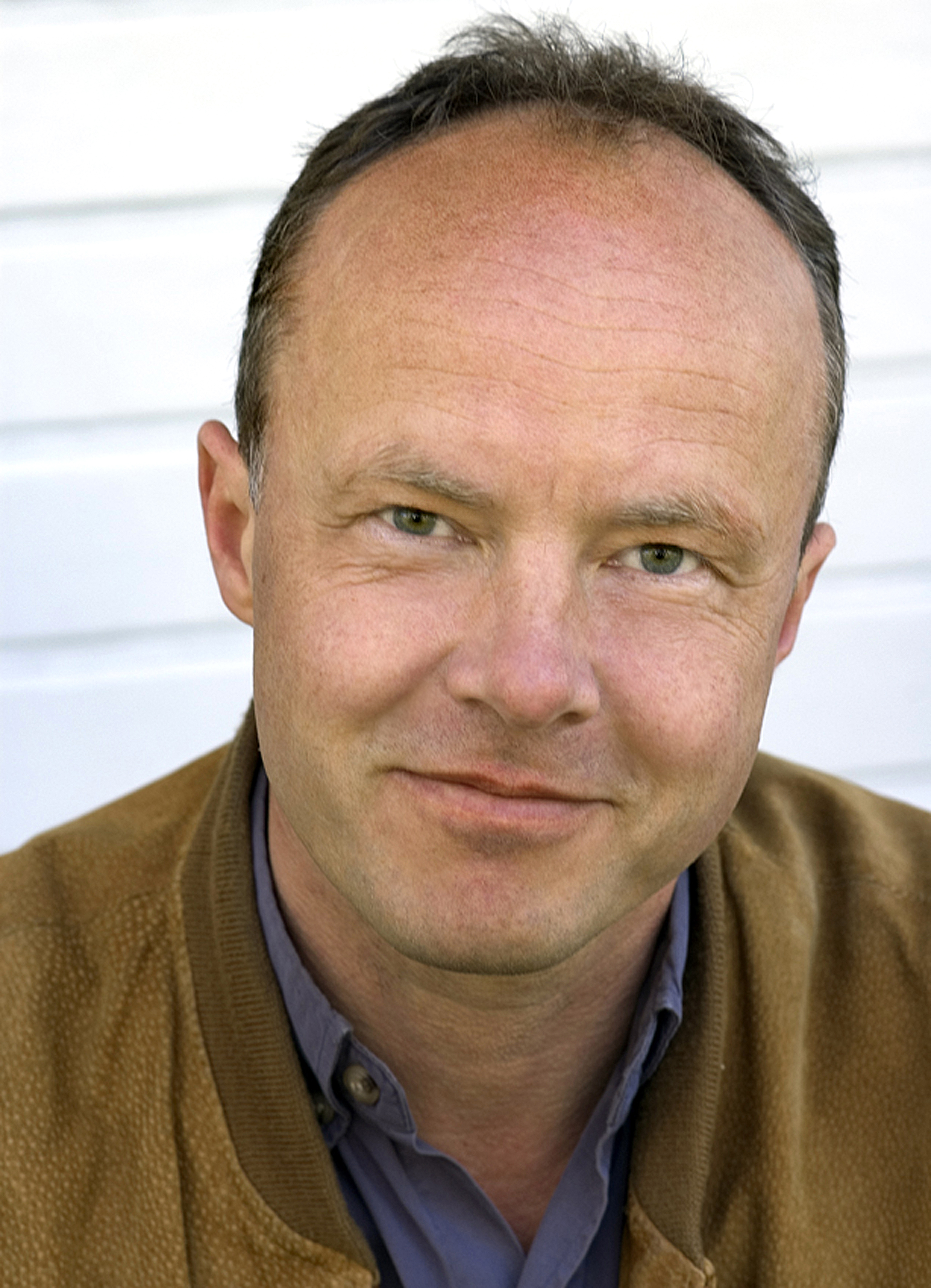
Fredrik Sjöberg, pristagare 2023

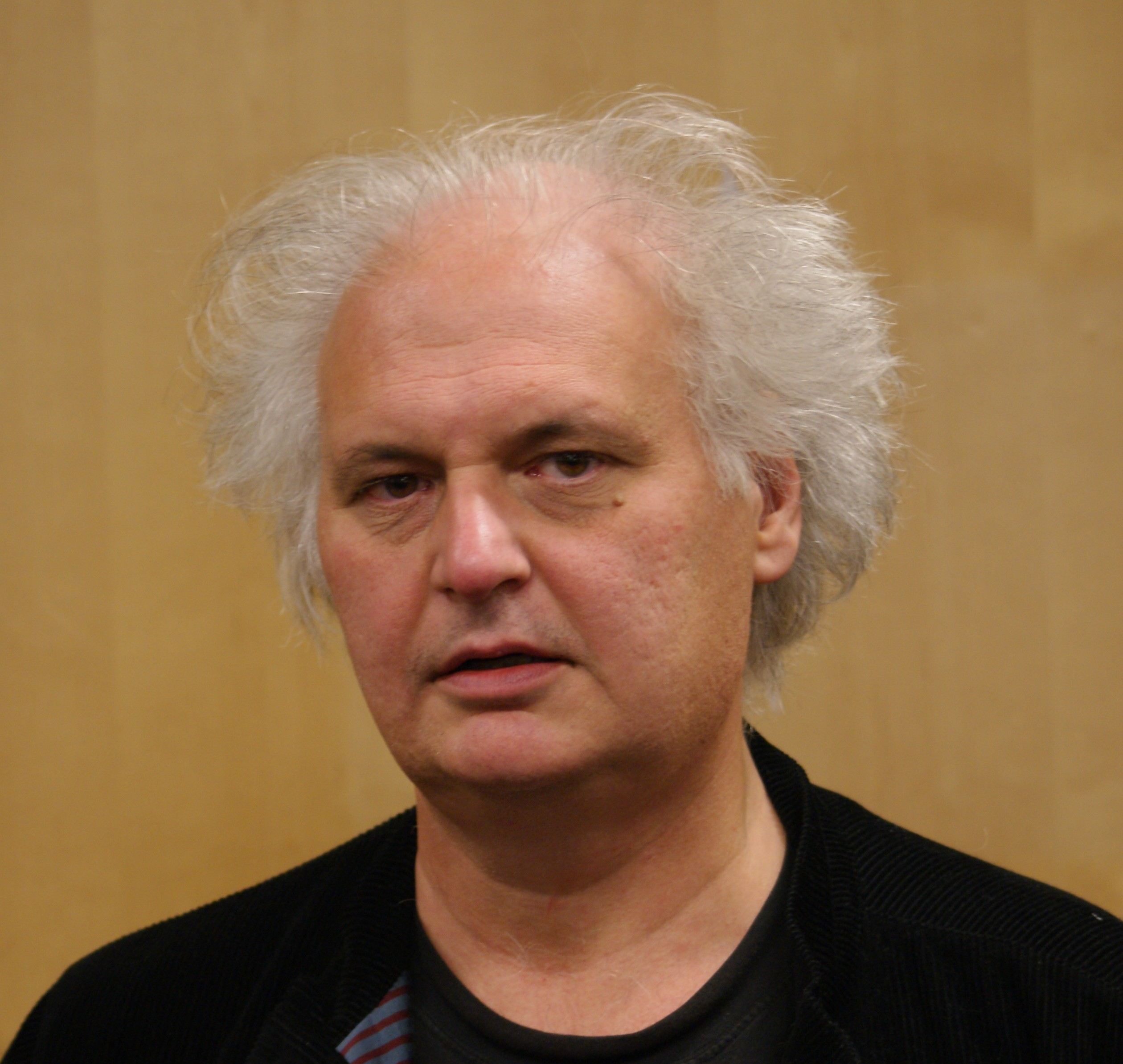
Göran Greider, pristagare 2022

Lagercrantzen är ett svenskt kulturpris för kritiker.
Lagercrantzen inrättades 2011 av Dagens Nyheter i samband med 100-årsjubileet av tidigare chefredaktören Olof Lagercrantz födelse. Priset uppgår till 20 000 kronor och ges till en kritiker "med intellektuell bredd och stilistisk spets". Pristagaren utses av en jury, i vilken ingår bland andra chefen för Dagens Nyheters kulturredaktion.

## Pristagare
- 2011 – Aase Berg
- 2012 – Per Svensson
- 2013 – Katrine Kielos
- 2014 – Sara Danius
- 2015 – Eric Schüldt[1]
- 2016 – Lena Andersson[2]
- 2017 – Ola Larsmo[3]
- 2018 – Malena Rydell
- 2019 – Jens Liljestrand[4]
- 2020 – Leif Zern[5]
- 2021 – Johanna Frändén[6]
- 2022 – Göran Greider[7]
- 2023 – Fredrik Sjöberg[8]
- 2024 – Valerie Kyeyune Backström[9]
- 2025 – Kristian Ekenberg[10]